# Jakimowo
Jakimowo (bułg. Якимово) – wieś w Bułgarii, w obwodzie Montana, siedziba gminy Jakimowo. Według danych szacunkowych Ujednoliconego Systemu Ewidencji Ludności oraz Usług Administracyjnych dla Ludności, 15 września 2023 roku miejscowość liczyła 1701 mieszkańców.